# Gens Caecina
La gens Cecina (in etrusco Keikna, in latino Caecina) era una nobile famiglia etrusca proveniente da Volaterrae (Velathri in etrusco), una delle antiche città dell'Etruria, stanziatasi a Roma.

## Storia
Sembra che il nome derivi dal fiume Caecina (oggi conosciuto come Cecina), che scorre nella valle sottostante il colle di Volterra, ma può anche darsi che si tratti viceversa di un idronimo, cioè che sia stata la famiglia a dare in nome al fiume. Studi recenti fanno infatti pensare che la famiglia sia stata originariamente una potente gens etrusca di Volterra, i Kaikna (o Ceicna, Keikna), poi conosciuti in epoca romana come "Cæcina" e variamente attestati in tutta la Val di Cecina. Persone di questo nome sono menzionate per la prima volta nel I secolo a.C. e la loro provenienza da Volterra è infatti espressamente riferita. 
Nel tardo impero sotto il regno di Onorio, è attestato il poeta Decio Albino Caecina, che risiede nella sua villa in prossimità di Volaterrae. È stato scoperto nei dintorni di Volterra la tomba della famiglia dei Caecinae, la cui forma etrusca era Ceicna (talvolta Kaikna o Kaiknas). In questa tomba fu trovato un bel sarcofago, ora a Parigi. La famiglia era divisa in parecchi rami e si trovano di conseguenza nelle urne funeree i cognomina di Caspu e Tlapuni: nelle iscrizioni latine inoltre si incontrano anche i cognomina Quadratus e Pladdus; ed altri ancora. 
Da numerosi ritrovamenti fatti a Felsina, l'attuale Bologna, e altrove, è noto che i Ceicna o Kaikna parteciparono alla colonizzazione etrusca della Val Padana, un possibile indizio del ruolo di Volterra in quel processo.
Forse appartenne ai Caecina la villa romana di San Vincenzino, nel comune di Cecina, che deve il suo nome al fiume Cecina.

## I Cecina più noti
1. Aulo Cecina, di Volterra, difeso da Cicerone nel 69 a.C.
2. Aulo Cecina, figlio del precedente, che pubblicò un libello contro Cesare e dovette andar in esilio dopo la battaglia di Farsalo. (Ces, B.C. 48). Per ottenere il perdono scrisse un altro libello, Querelae, (citato in Cic. ad Fam. vi. 5-8). Scrisse un trattato de Etrusca disciplina.
3. Un Cecina di Volterra, amico di Ottaviano (Cicerone, ad Fam., VI 5; Appiano di Alessandria, B. C. v. 60.)
4. Aulo Cecina Severo, console suffectus nell'1 a.C. e generale sotto Augusto e Tiberio (Tacito, Annales I 64, III 33.).
5. Gaio Cecina Largo, console suffetto nel 13, fratello del precedente e padre del successivo.
6. Gaio Cecina Largo, console ordinario nel 42 con l'imperatore Claudio e intimo amico di quest'ultimo, abitò nella magnifica casa che era appartenuta a Scauro, il contemporaneo di Cicerone.
7. Aulo Cecina Peto, messo a morte dall'imperatore Claudio nel 42. La moglie era Arria. La figlia Arria minore sposò Trasea Peto, che fu messo a morte da Nerone.
8. Cecina Tusco, il figlio della bambinaia di Nerone, nominato nel 56, secondo Fabio Rustico, prefetto della Guardia pretoriana al posto di Afranio Burro: non entrò nella carica, perché Burro fu reintegrato nella carica per l'intervento di Seneca. Cecina fu allora nominato governatore dell'Egitto ma fu esiliato per aver usato il bagno che era stato costruito per l'arrivo dell'imperatore in Egitto. L'esilio finì alla morte di Nerone.
9. Aulo Cecina Alieno, uno dei generali dell'imperatore Vitellio, il più importante personaggio di questa famiglia.
10. Licinio Cecina, un senatore del partito di Otone 69 citato da Tacito (Historiæ II 53).
11. Aulo Cecina Tacito, un senatore e politico, fu governatore della Hispania Baetica nel III secolo.
12. Publilio Ceionio Cecina Albino, governatore della Numidia, è uno dei protagonisti dell'opera Saturnalia di Macrobio.
13. Decio Albino Cecina, uno scrittore romano, autore di satire sotto Arcadio e Onorio.
14. Cecina Decio Aginazio Albino, praefectus urbi nel 414-15, compare nel De reditu suo di Claudio Rutilio Namaziano.
15. Cecina Decio Aginazio Albino, console del 444, nipote del precedente.
16. Cecina Decio Basilio, console nel 463 e prefetto del pretorio.
17. Cecina Decio Massimo Basilio, console nel 480, scelto per la pars Occidentalis, e figlio del precedente.
18. Cecina Mavorzio Basilio Decio, console nel 486, e fratello del precedente e figlio di Cecina Decio Basilio.